# Изаска
Иза̀ска (на италиански и на пиемонтски: Isasca; на окситански: Izascho, Изасчо) е село и община в Северна Италия, провинция Кунео, регион Пиемонт. Разположено е на 660 m надморска височина. Населението на общината е 78 души (към 2010 г.).